# Bita Dezső Ferenc
Bita Dezső Ferenc, O.S.B. (Keszthely, 1832. október 3. – Keszthely, 1922. március 8.) római katolikus pap, bencés szerzetes, hittudós, szentszéki ülnök, irodalomtörténész és egyetemi tanár.

## Élete
1850. szeptember 15-én lépett a rendbe, a pesti egyetemen végezte teológiai tanulmányait, 1854. október 5-én ünnepélyes fogadalmat tett, majd 1857. augusztus 31-én misés pappá szenteltetett. 1857-től 1861-ig a bibliamagyarázat, 1859-től 1866-ig pedig a dogmatika tanára volt Pannonhalmán és konventjegyző; 1868-tól a budapesti egyetemen a hittani kar rendes tanára; 1873-74-ben és 1883-84-ben rektori hivatalt viselt. 1905-ben vonult nyugdíjba, ezt követően mint érseki cenzor működött. 1915-ben a Szent István Akadémia I. szakosztálya tagjává választotta.
Hittani, kritikai és valláserkölcsi cikkei a következő lapokban és folyóiratokban jelentek meg: Religio (1861-69. 1880. 1885.), Egyházi Lapok (1868. Guzmics Izidor életrajza), Magyar Állam (1875, 1885. 132. sz.), Idők Tanuja, Pesti Hirnök és Uj Magyar Sion (1883-tól); több cikket írt a Szent István Társulat Encyclopaediájába is.

## Munkái

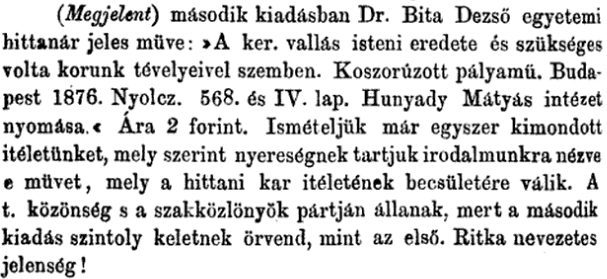
Híradás és elismerés a Keresztény vallás isteni eredete c. művének második kiadásával összefüggésben (in: Uj Magyar Sion. Esztergom, 1876. 316. old.)

- Egyházi beszéd Borbély Kornél Kálmán első sz. mise-áldozatja alkalmával Komáromban decz. 26. 1858. Bécs
- Egyházi beszéd a szt. László-társulat védszentjének névünnepén. Pest, 1870
- A hit s tudomány közti viszony. Budapest, 1874 (Rectori beszéd. Acta Reg. Scient. Univ. Hung.)
- A keresztény vallás isteni eredete és szükséges volta korunk tévelyeivel szemben. Budapest, 1875 (A budapesti m. kir. tud. egyetem hittud. kara által a Horváth-féle jutalommal koszorúzott pályamunka. 2. kiadás. Budapest, 1876.)
- A kath. egyház isteni szervezete. Budapest, 1883 (A budapesti egyetem hittud. kara által dicséretet nyert pályamű.)
- A tudomány szabadsága. Budapest, 1884 (Rectori beszéd. Acta R. S. Univ. Hung.)
- Beszéd Pázmány Péter tudományos érdemeiről. Budapest, 1885 (A bpesti egyetem 105. évfordulója alkalmából.)

Jegyzeteket írt Hoványi, Fensőbb katholicismus elemei I. kötetéhez. Budapest, 1881.

## Betűjegyei
B.a.; B..a.; B-a: T.E.